# 橘好古
橘 好古（たちばな の よしふる）は、平安時代中期の公卿・漢詩人。参議・橘広相の孫で、右京大夫・橘公材の長男。官位は従三位・大納言。

## 経歴
延喜15年（915年）文章生に補任。延喜19年（919年）美濃権掾に任ぜられ、延長2年（924年）に少内記に遷る。
延長8年（930年）朱雀天皇の即位に伴って従五位下に叙爵し、承平3年（933年）宮内少輔に任ぜられる。のちに朱雀朝では、大学頭・大蔵大輔・右衛門権佐を務め、天慶2年（939年）従五位上に叙せられている。
村上朝に入り、天慶9年（946年）権右少弁に転ずると、天暦4年（950年）従四位下、天暦5年（951年）左中弁、天暦8年（954年）右大弁、天暦9年（955年）従四位上と弁官を務めながら昇進する。なお、この間の天暦2年（948年）11月には好古の曹司に群盗が乱入し、雑物や子の為政とその室の衣裳を掠め取ったという。
天徳2年（958年）参議に任ぜられ66歳にして公卿に列す。議政官として左右大弁を兼ね、応和2年（962年）正四位下に叙せられている。また、康保元年（964年）11月には好古らの請いによって学館院が大学寮の別曹として公認された。康保3年（966年）従三位・権中納言に昇進すると、康保4年（967年）には中納言と村上朝末に昇進を果たす。
円融朝の安和3年（970年）大宰権帥を兼帯し、大宰府に赴任する。天禄2年（971年）11月に大納言に任ぜられ権帥を去るが、平安京へ帰還する前に病を得て、翌天禄3年（972年）正月12日に大宰府にて薨去。享年80。最終官位は大納言従三位。
『扶桑集』に漢詩作品が採録されている。

## 官歴
『公卿補任』による。
- 延喜15年（915年） 9月：文章生
- 延喜19年（919年） 正月28日：美濃権掾
- 延長2年（924年） 2月1日：少内記
- 延長8年（930年） 11月21日：従五位下（朱雀天皇即位）
- 承平3年（933年） 8月30日：宮内少輔
- 承平4年（934年） 12月21日：大学頭
- 天慶元年（938年） 12月14日：大蔵大輔
- 天慶2年（939年） 正月7日：従五位上
- 天慶3年（940年） 12月6日：右衛門権佐
- 天慶9年（946年） 10月11日：権右少弁
- 時期不詳：正五位下
- 天暦4年（950年） 正月7日：従四位下。正月30日：民部大輔
- 天暦5年（951年） 正月30日：左中弁
- 天暦8年（954年） 3月14日：右大弁。7月27日：昇殿
- 天暦9年（955年） 11月26日：従四位上
- 天徳2年（958年） 閏7月28日：参議
- 天徳3年（959年） 正月26日：兼備前(権)守
- 天徳4年（960年） 4月23日：左大弁、備前権守如元。
- 応和2年（962年） 正月7日：正四位下。10月：兼美作権守
- 康保元年（964年） 7月29日：兼弾正大弼
- 康保3年（966年） 9月17日：従三位、権中納言
- 康保4年（967年） 正月20日：中納言
- 安和2年（969年） 3月26日：兼民部卿
- 安和3年（970年） 正月25日：兼大宰権帥、去卿
- 天禄2年（971年） 11月2日：大納言、止帥
- 天禄3年（972年） 正月12日：薨去（大納言従三位）[4]。2月27日：薨奏

## 系譜
- 父：橘公材[5]
- 母：橘貞樹の娘[5]
- 生母不詳の子女
  - 男子：橘為政[6]
  - 男子：橘敏政[6]
  - 男子：橘輔政[6]
  - 女子：橘清子 - 三条天皇乳母、藤原道隆・道頼室
  - 女子：橘等子 - 東宮（憲平親王）乳母